# Bo Nedaber
Bo Nedaber – drugi solowy album izraelskiej piosenkarki Ofry Hazy wydany w roku 1981.

## Lista Utworów
- Tefilah
- Kshenhayeh B'Ney
- Simenim Shel Ohavim
- Ten Ahavah L'Hayekha
- Shir Z'Meni Le'Ashirim
- Bo Nedaber
- Halakhta
- Ha'Ir Medaberet Elekha
- Bodedah B'Shnayim
- Eyn Z'Man Lithot